# Дудин, Иван Никанорович
Ива́н Никано́рович Ду́дин (1909—1985) — путевой обходчик Курской дистанции пути Московско-Курско-Донбасской железной дороги, Герой Социалистического Труда (1959).

## Биография
Родился в селе Поныри Фатежского уезда Курской губернии. С 1929 года работал на железнодорожном транспорте: начинал путевым обходчиком. С 28 ноября 1939 по 25 октября 1941 года был старшим путевым рабочим Курской дистанции пути железной дороги имени Дзержинского. С 1943 по 1945 год участвовал в Великой Отечественной войне. Воевал на Центральном и 1-м Белорусском фронтах. После окончания войны, с 13 февраля 1946 по 20 марта 1956 года занимает должность старшего путевого рабочего Курской дистанции пути Московско-Курско-Донбасской железной дороги. С 20 марта 1956 по 20 мая 1969 года вновь работает путевым обходчиком Курской дистанции пути Московской железной дороги. Указом Президиума Верховного Совета СССР от 1 августа 1959 года за добросовестное отношение к труду, образцовое содержание закрепленного километра пути Иван Никанорович Дудин удостоен звания Героя Социалистического Труда с вручением медали «Серп и молот» и ордена Ленина. И. Н. Дудин являлся общественным инспектором по безопасности движения поездов, руководителем школы передового опыта среди путевых обходчиков Курского отделения дороги. Умер 31 декабря 1985 года.

## Награды
Награждён орденами Ленина, «Знак Почета», Славы III степени, 7 медалями, знаком «Почетному железнодорожнику» (23.07.1965).